# Helms klyfta

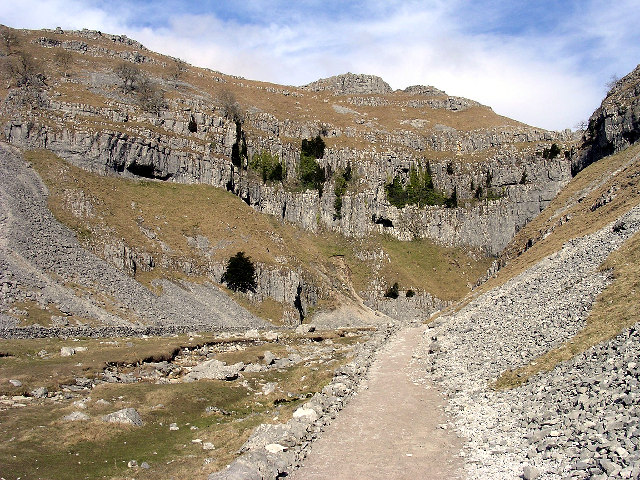
Gordale Scar i North Yorkshire i England tros ha inspirerat Tolkien för Helms Klyfta

Helms klyfta är en fiktiv plats i J.R.R. Tolkiens universum Midgård. Helms klyfta är en stor dal i nordvästra Vita bergen. Den ligger blockerad av en serie kullar kallade Helms dike.  Bortom diket låg en fästning kallad Hornborgen, som vaktade ingången till Glittrande grottorna.